# Ruch antykultowy
Ruch antykultowy (ang. anti-cult movement) – ruch, przeważnie o korzeniach chrześcijańskich, który stawia sobie za cel uniemożliwienie lub ograniczenie działania niektórych ruchów religijnych i związków wyznaniowych, uznanych przez niego za sekty. Prowadzi przede wszystkim działalność edukacyjną i informacyjną.

## Historia
W Stanach Zjednoczonych w latach sześćdziesiątych popularność zdobywały nowe ruchy religijne (określane przez ich przeciwników mianem sekt), które przez rodziny przystępujących do nich osób uznawane były za dziwne i niebezpieczne, z uwagi na negatywny wpływ, jakiemu byli poddawani nowi członkowie. Rodziny stawiały zarzut stosowania wobec członków sekt praktyk psychomanipulacyjnych, a także uniemożliwiania im kontaktu z rodziną. Zorganizowanie się tych rodzin miało dać początek ruchom antykultowym.

### Polska
Ruchy antykultowe w Polsce powstały na wzór amerykańskich. Działają tu Centrum Przeciwdziałania Psychomanipulacji w Lublinie, Dominikańskie Ośrodki Informacji o Nowych Ruchach Religijnych i Sektach prowadzone przez dominikanów, świeckie ruchy antykultowe, mające siedziby w budynkach kościelnych, organizujące spotkania w salkach przykościelnych itp.